# Amenemhat II
 Amenemhat II of Amenemhet II was een farao van de 12e dynastie. Zijn naam Amenemhat betekent: "Amon is de belangrijkste", zijn tweede naam betekent: "De Ka's van Re zijn Goud".

## Biografie
Amenemhat II was eerst drie jaar co-regent. Men vermoedt dat de koning al vrij oud was toen hij op de troon kwam.
Er zijn vondsten gevonden uit de tijd van de koning waarin het land handel dreef met het Verre Oosten, Mesopotamië en zelfs Kreta. Verschillende artefacten (scarabeeën, beelden) zijn gevonden op verschillende plekken in het Midden-Oosten. Bijzondere favoriet was Byblos waar veel voorwerpen werden verhandeld. De heersende elite maakte daar zelfs hiërogliefen over Egyptische goden.

## Oorlogen
Er waren twee oorlogen tegen twee onbekende Aziatische steden. Er ging ook een militaristische expeditie naar Nubië. In het 28e regeringsjaar van de koning zond de koning zijn officier Chentichetaioer naar Poent.

## Bouwwerken
Er zijn niet zo gek veel bouwwerken van de koning bekend.
- Een pyloon bij de tempel in Hermopolis Magna
- De fundering van de tempel van el-Tod
- Zijn piramide bij Dashur, deze week af van zijn vaders en grootvaders plek. Mogelijk wilde hij zich identificeren met eerdere heersers. In de piramide zijn veel juwelen gevonden.